# Rjúho Nonoguči
Rjúho Nonoguči (japonsky 野々口立圃), také znám jako Čikašige Nonoguči (japonsky 野々口親重), rodným jménem Rjúho Hinaja (japonsky 雛屋立圃), další používaná jména (i umělecká): Rippo (japonsky 立圃 nebo 立甫, japonsky 野野口立圃 (Rjúho Nonoguči – jinak zapsáno), také 甫, 松翁, 日祐 a 風狂子 (1595 Kjóto – 30. září 9. roku éry Kanbun (寛文; podle starého (nikoliv juliánského) kalendáře), tj. 24. října 1669 Kjóto) byl básník haiku a výtvarník – malíř školy/směru Kanó-ha. Považuje se za prvního autora a zakladatele umění Haiga.

## Život
Sám sebe nazýval "Hinaja", jménem vyplývajícím z jejich rodinné firmy, kterou byl obchod s panenkami. Hina se nazývala panenka, kterou ukazovali na tradičním festivalu malých holčiček. Studoval poezii renga u mistra Inavaširó Ken'jo a haiku poezii u mistra Macunaga Teitoku. Jako člen jeho školy byl angažován v sestavování antologie "Enoki-šú", poté založil svou vlastní školu haiku. Publikoval několik sbírky poezie, například sbírku "lehkomyslné poezie" "haikai hokus" (1633) a "Hanahiguša". Také napsal sbírku poezie [河 舟 付 徳 万 歳] / 立 圃 [撰] Milión let starý říční člun / 立 圃 [撰]
カワ ブネ ツケ タリ トク マンザイ Toku Manzai Tsuketari Kawabune (1653).
Studoval kresbu u mistra Kano Tan'jú. Rjúho Nonoguči je považován za zakladatele umění Haiga, protože se nacházejí na svitcích s jeho haiku obvykle i kresby spolu s kaligrafickým zápisem poezie. Tento názor se nachází ve studii Fumiko Y. Jamamoto, Stephena Addis a Japonské encyklopedii Louise Frédéric. Rjúho Nonoguči je autorem obdivované série Haig Júnis Kuawase(1666) na téma čínského horoskopu, kde nakreslil symboly jednotlivých znamení jako zvířata oblečené v dobových kimonech doplněné haiku verši. Toto dílo vysoce ocenil Watanabe Kazan (1793–1841). Sám Rjúho však nezaložil nikdy školu Haig, jen školu haiku. Psal i prózu, hlavně haibun – cestovní deník.

## Dílo
- Haikaihókušó, sbírka lehkomyslné poezie
- Hanahiguša, sbírka poezie
- Enoki-šú, antologie poezie
- Júnis Kuawase (1666), sbírka Haig

Příklad haiku z autorské dílny Rjúha Nonoguči:
- Japonsky

春 の 海
ひねもす の たり
たり か な